# Синалунга
Синалу́нга (итал. Sinalunga) — городская община в Италии.

## География
Город Синалунга расположен в центральной части Италии. Административно входит в провинцию Сиена региона Тоскана. Синалунга лежит на цепи холмов, протянувшихся между долинами Кьяна и Омгрон, в 47 км к востоку от Сиены. Город делится на 2 части — находящийся на холмах старый город (исторический центр) Sinalunga Paese и находящийся ниже Pieve di Sinalunga. Соседние общины — Ашиано, Лучиньяно, Торрита ди Сиена, Трекванда, Раполано Терме, Фойано делла Кьяна.
Святой покровитель города — святитель Мартин Турский, празднование 11 ноября.

## Города-партнёры
- Аи

## Известные уроженцы и жители
- Чиро Пинсути — композитор.